# Feldspat
Denumirea de Feldspat provine din suedeză (fjäll = „munte”). Alte denumiri: orthoklast, ortoză; mineralul acesta este un silicat foarte răspândit, având 
compoziția chimică (Ba, Ca, Na, K, NH4) (Al, B, Si)4O8 (elementele din paranteze se pot substitui reciproc). Sistemul de cristalizare este monoclinic sau triclinic, cu duritatea de 6-6,5. Fedspații au culori variate.

## Clasificare
- Feldspați alcalini cu o serie de amestecuri alcaline; seria lor se încheie cu albit (NaAlSi3O8) și Sanidin (KAlSi3O8) (acestea au în conținut potasiu și sodiu)
- Feldspați plagioclazi (feldspați calco-sodici)
- Feldspați ternari, cu cele trei variante frecvente: Sanidin-Albit-Anortit.

### Varietăți de feldspat
- Albit (NaAlSi3O8); triclinic
  - Periklin, Cleavelandit.
- Andesin ((Na,Ca)Al(Si,Al)3O8); triclinic
- Anortit (CaAl2Si2O8); triclinic
- Anortoclaz ((Na,K)[AlSi3O8]); triclinic
- Bytownit (Ca,Na)(Si,Al)4O8; triclin.
  - Maskelynit
- Celsian (Ba[Al2Si2O8]); monoclinic
- Hyalophan ((K,Ba)Al(Si,Al)3O8); monoclinic.
- Labradorit (Ca,Na)Al(Si,Al)3O8); triclinic.
- Microclin (KAlSi3O8); triclinic.
  - Amazonit
- Oligoclaz ((Na,Ca)Al(Si,Al)3O8); triclinic.
  - Peristerit, Aventurin-Feldspat (Sonnenstein)
- Ortoclaz (KAlSi3O8); monoclinic.
  - Adular, Mondstein
- Polucit, (Cs, Na)2Al2Si4O12·2H2O; cubic-hexoctahedral
- Sanidin (KAlSi3O8); monoclinic.

## Geneză
Feldspații apar frecvent sub formă de plăci sau de prisme, cu cristale gemene (macle), în roci magmatice, bazalt, granit, roci metamorfice și sedimentare. Pot fi de asemnea frecvent întâlniți ca mineral de gangă în filoane hidrotermale.

## Utilizare
Unele variante ca Labradorit sau Ortoclaz sunt folosite ca giuvaeruri.
Feldspatul, împreună cu caolinul și cuarțul, sunt folosite la fabricarea porțelanului, sau la confecționarea protezelelor dentare.

## Galerie de imagini

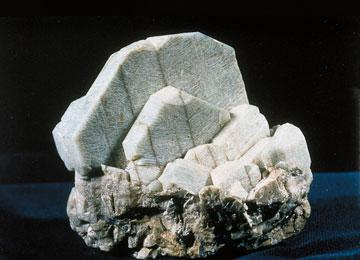
Feldspat